# O krok
O krok – tytuł oryginalny (szw.) Steget efter – powieść kryminalna wydana w roku 1997, autorstwa szwedzkiego pisarza Henninga Mankella, stanowiąca siódmą w serii o przygodach Kurta Wallandera. Jej polskie tłumaczenie ukazało się w roku 2006 nakładem wydawnictwa WAB.

## Fabuła
Odnaleziono ciała trojga przyjaciół: dwóch kobiet i mężczyzny, ubrane w stroje szlachty szwedzkiej z czasów Gustawa III. Zostali zastrzeleni. Wallanderowi udaje się znaleźć związek między tą zbrodnią a morderstwem kolegi z pracy – Svedberga. Sprawca ciągle o krok wyprzedza policję.

## Adaptacje
W roku 2005 na podstawie powieści szwedzka telewizja nakręciła film, w którym rolę Wallandera zagrał Rolf Lassgård. W roku 2008 telewizja BBC wyemitowała 90-minutowy odcinek swojego serialu Wallander nakręconego na podstawie tej powieści – w rolę głównego bohatera wcielił się tu Kenneth Branagh.